# 鄂温克族

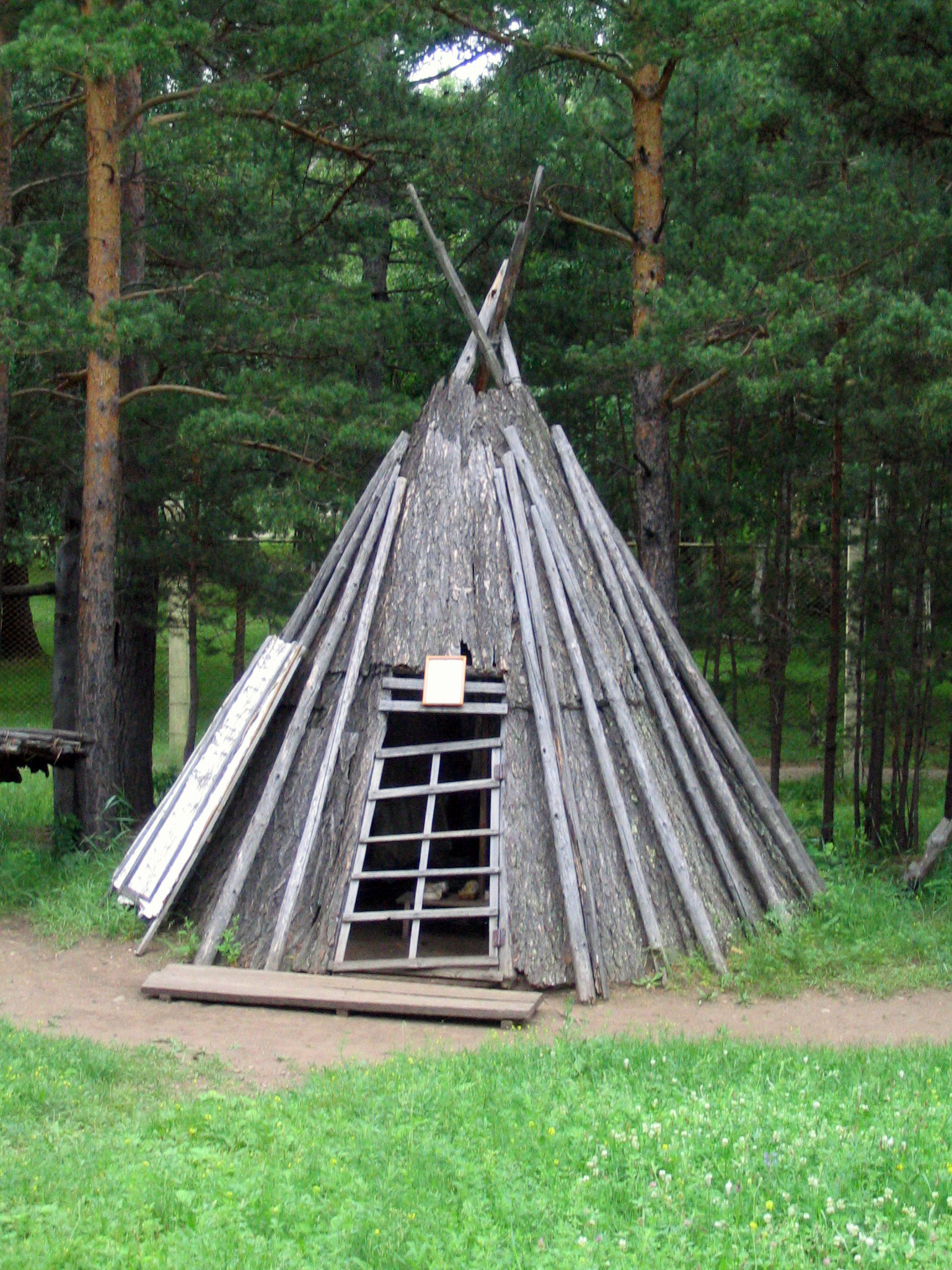
鄂温克族以樹皮搭建的帳篷

鄂温克族（旧称：通古斯、索伦）是东北亚地区的一个世居民族，主要居住于俄罗斯西伯利亚以及中国內蒙古自治區和黑龍江省，蒙古也有少量分布。中国鄂温克族人主要信仰萨满教，俄罗斯鄂温克人除少数信仰萨满教外，主要为东正教信徒。鄂温克人讲鄂温克语，属于满-通古斯语系，无文字。历史上曾使用满文。
鄂温克世居地区跨越俄罗斯联邦、中华人民共和国和蒙古国三国，其中居住于中蒙二国的族民根据民族语言汉译作“鄂温克族”，而俄罗斯境内的族民则根据俄罗斯语译为“埃文基族”。

## 族稱
鄂温克是族群自称，其意思是「住在大山林中的人们」，也有另一種說法是「下山的人们」或「住在南山坡的人们」，上述各种解释都说明鄂温克人是大山林中的狩猎民族，而随着历史的发展，有一部分鄂温克族走出山林迁居草原和河谷平原地带，有一部分依旧留在山林。“鄂温克”这一称呼，反映了鄂温克族与山林有着密切联系的古老历史和生活。
在俄国舊称通古斯，是雅庫特人与西伯利亚鞑靼人对他们的称呼，有些人自称奧羅奇。

## 民族分佈、人口與語言

### 民族分佈
鄂溫克族人主要分佈在以下國家：
1. 中國的鄂溫克人分為索倫，通古斯，敖魯古雅三部。
2. 俄羅斯的鄂溫克人分為索倫別部（使鹿分佈在勒那河一帶），使馬鄂溫克（分佈在赤城一帶），索倫本部（分佈在精奇里江一帶）

- 中國
  - 內蒙古鄂溫克自治旗
  - 阿榮旗
  - 莫力達瓦達斡爾族自治旗
  - 陳巴爾虎旗
  - 札蘭屯（布特哈旗）
  - 根河（額爾古納左旗）
  - 鄂倫春自治旗
  - 黑龍江省訥河市
- 俄羅斯鄂溫克族人在俄羅斯境內的分佈
  - 西伯利亞

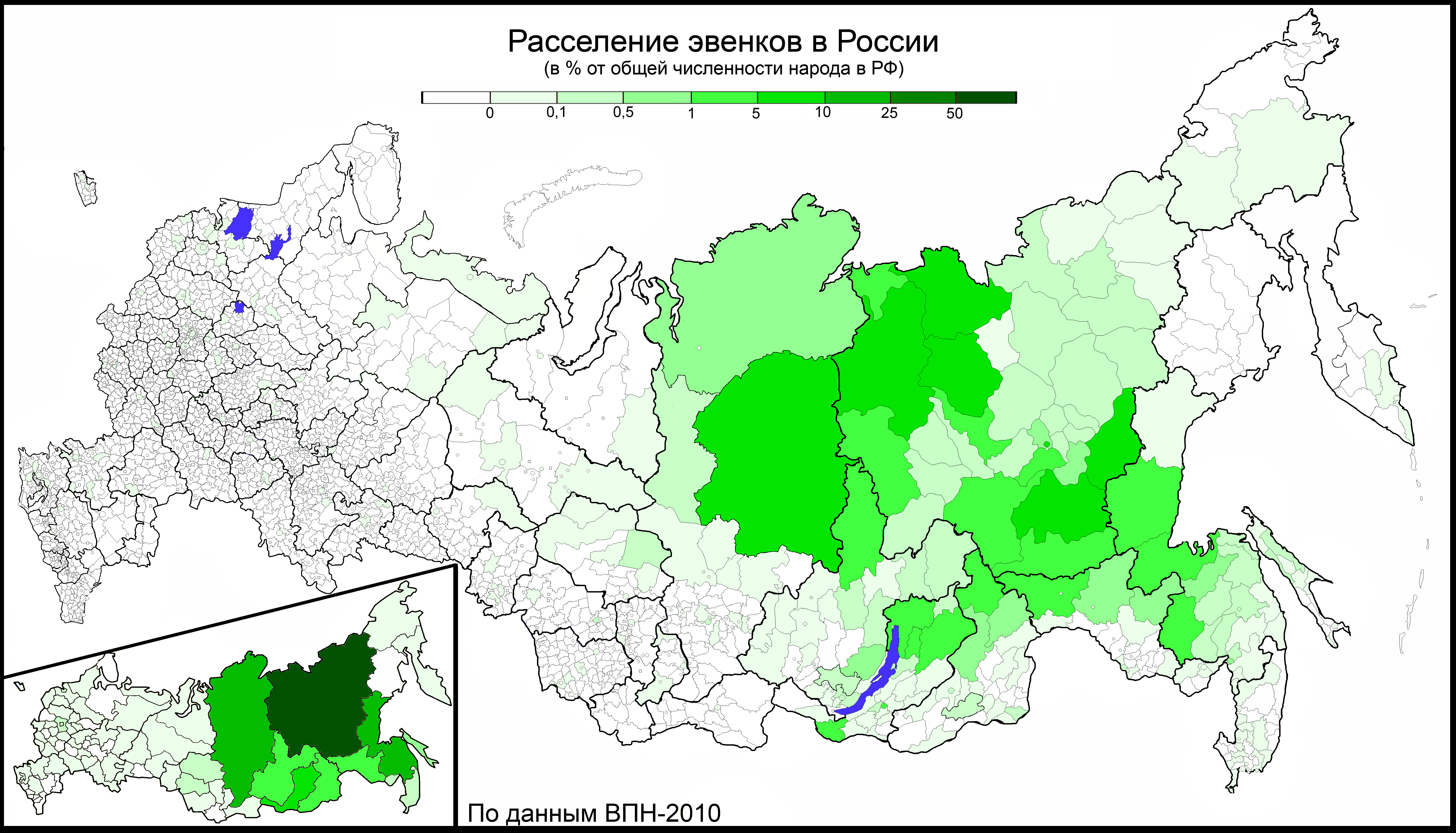
鄂溫克族人在俄羅斯境內的分佈

  - 埃文基自治區（現今的克拉斯諾亞斯克邊疆區）
- 蒙古
- 烏克蘭

### 人口

#### 中國

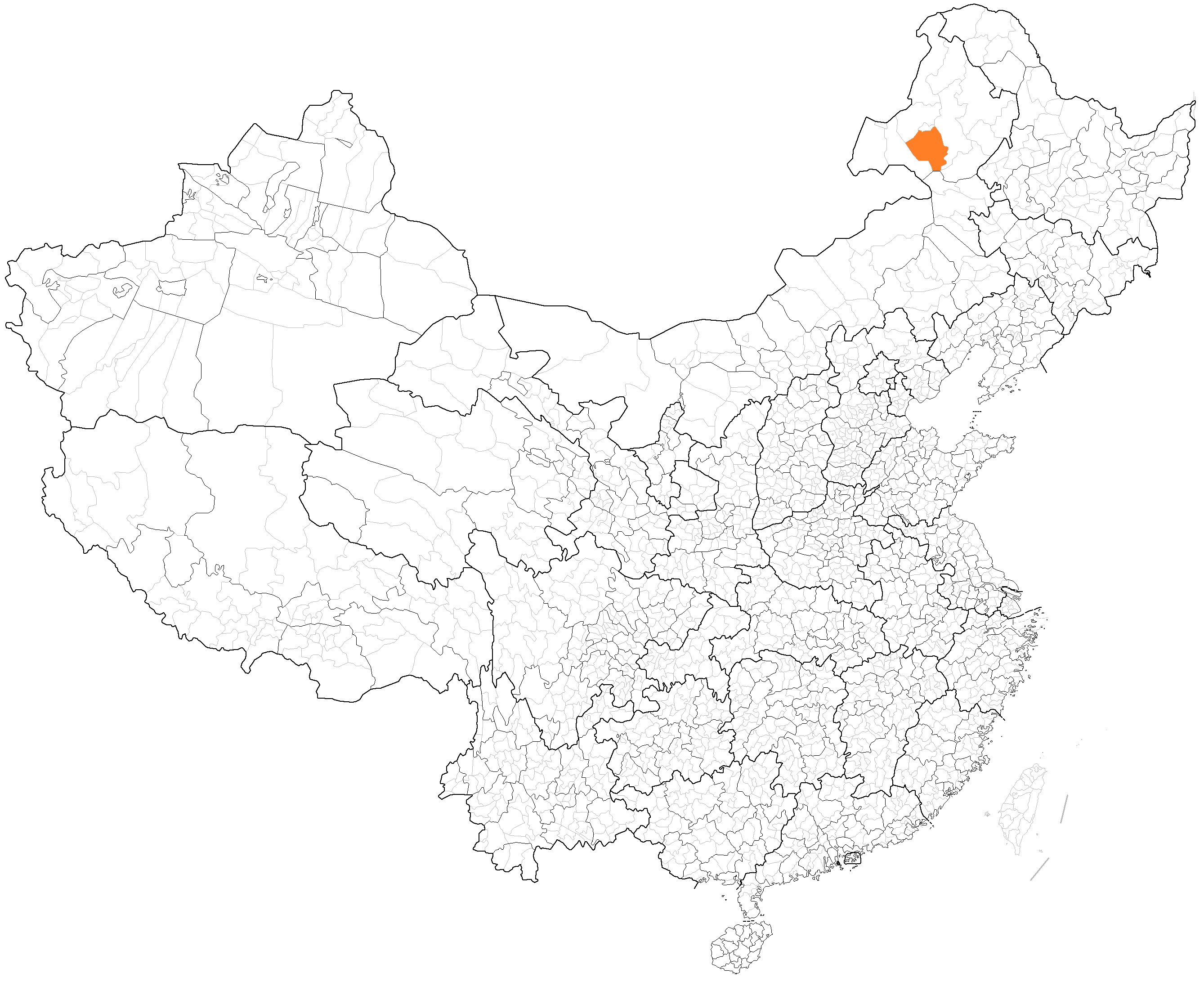
鄂溫克自治旗

- 30875人[3][4]

| 省           | 州             | 縣                     | 鄂溫克族人口 | 中國鄂溫克族人口所佔比例 |
| ------------ | -------------- | ---------------------- | ------------ | ------------------------ |
| 內蒙古自治區 | 呼倫貝爾市     | 鄂溫克族自治旗         | 9,733        | 31.91%                   |
| 內蒙古自治區 | 呼倫貝爾市     | 莫力達瓦達斡爾族自治旗 | 5,126        | 16.8%                    |
| 內蒙古自治區 | 呼倫貝爾市     | 鄂倫春自治旗           | 3.155        | 10.34%                   |
| 內蒙古自治區 | 呼倫貝爾市     | 阿榮旗                 | 2,144        | 7.03%                    |
| 內蒙古自治區 | 呼倫貝爾市     | 陳巴爾虎旗             | 1,906        | 6.25%                    |
| 內蒙古自治區 | 呼倫貝爾市     | 札蘭屯市               | 1,201        | 3.94%                    |
| 內蒙古自治區 | 呼倫貝爾市     | 海拉爾區               | 971          | 3.18%                    |
| 黑龍江省     | 齊齊哈爾市     | 訥河市                 | 778          | 2.55%                    |
| 黑龍江省     | 訥河市         | 嫩江區                 | 678          | 2.22%                    |
| 內蒙古自治區 | 呼倫貝爾市     | 牙克石市               | 405          | 1.33%                    |
| 內蒙古自治區 | 呼倫貝爾市     | 根河市                 | 369          | 1.21%                    |
| 內蒙古自治區 | 呼和浩特市     | 賽罕區                 | 158          | 0.52%                    |
| 內蒙古自治區 | 呼倫貝爾市     | 滿洲里市               | 141          | 0.46%                    |
| 黑龍江省     | 齊齊哈爾市     | 梅里斯達斡爾族區       | 135          | 0.44%                    |
| 黑龍江省     | 大興安嶺地區   | 加格達奇區             | 129          | 0.42%                    |
| 內蒙古自治區 | 呼和浩特市     | 興城市                 | 128          | 0.42%                    |
| 黑龍江省     | 齊齊哈爾       | 富裕縣                 | 111          | 0.36%                    |
| 內蒙古自治區 | 呼倫貝爾市     | 額爾古納市             | 110          | 0.36%                    |
| 內蒙古自治區 | 呼倫貝爾市     | 新巴爾虎左旗           | 103          | 0.34%                    |
| 北京市       | 無             | 海淀區                 | 68           | 0.22%                    |
| 黑龍江省     | 齊齊哈爾市     | 建華區                 | 65           | 0.21%                    |
| 黑龍江       | 齊齊哈爾市     | 鐵鋒區                 | 65           | 0.21%                    |
| 內蒙古自治區 | 興安盟         | 烏蘭浩特市             | 60           | 0.20%                    |
| 黑龍江省     | 齊齊哈爾市     | 甘南縣                 | 59           | 0.19%                    |
| 黑龍江省     | 大興安嶺地區   | 漠河縣                 | 55           | 0.18%                    |
| 黑龍江省     | 齊齊哈爾市     | 富拉爾基區             | 54           | 0.18%                    |
| 內蒙古自治區 | 呼倫貝爾市     | 新巴爾虎右旗           | 54           | 0.18%                    |
| 黑龍江省     | 大興安嶺行政區 | 呼瑪縣                 | 52           | 0.17%                    |
| 內蒙古自治區 | 呼和浩特市     | 回民區                 | 48           | 0.16%                    |
| 黑龍江省     | 齊齊哈爾市     | 龍江縣                 | 44           | 0.14%                    |
| 黑龍江省     | 齊齊哈爾市     | 龍沙區                 | 36           | 0.12%                    |
| 內蒙古自治區 | 包頭市         | 青山區                 | 35           | 0.11%                    |
| 內蒙古自治區 | 通遼市         | 科爾沁區               | 35           | 0.11%                    |
| 內蒙古自治區 | 興安盟         | 扎賚特旗               | 34           | 0.11%                    |
| 黑龍江省     | 黑河市         | 五大連池市             | 32           | 0.10%                    |
|              |                | 其他                   | 2,228        | 7.33%                    |

#### 俄羅斯

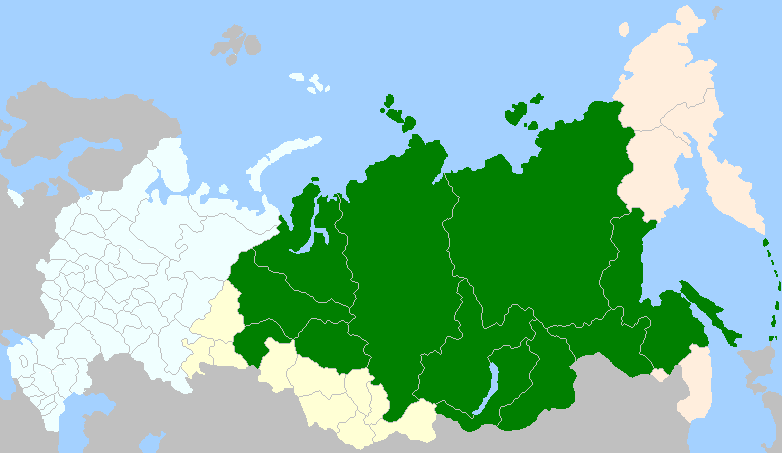
2008年鄂溫克族在俄羅斯的分布圖

- 38396人[5]

| 行政單位              | 鄂溫克族人口(根據2002年人口普查) |
| --------------------- | -------------------------------- |
| 薩哈 (雅庫特) 共和國  | 18,232                           |
| 克拉斯諾亞斯克邊疆區  | 4,632                            |
| 埃文基自治區 (埃文基) | 3,802                            |
| 哈巴羅夫斯克邊疆區    | 4,533                            |
| 阿穆爾州              | 1,501                            |
| 薩哈林州              | 243                              |
| 布里亞特共和國        | 2,334                            |
| 伊爾庫茨克州          | 1,431                            |
| 外貝加爾邊疆區        | 1,492                            |
| 托木斯克州            | 103                              |
| 秋明州                | 109                              |

俄羅斯的鄂溫克族人口

#### 蒙古
- 約1000人(屬哈米尼干分支)。

#### 烏克蘭
- 約48人[6]

### 語言
鄂溫克人主要使用鄂溫克語，屬滿-通古斯語系，又再分為海拉爾，陳巴爾虎吉敖魯古雅三種方言。

#### 語言學
鄂溫克語有18個輔音和9個元音，皆分長短。基本語序為主語在前，賓語在後。80%以上的詞為多音節，表示狩獵，畜牧，地貌，植物的字詞豐富（與其生活息息相關）。在溝通時多運用肢體語言加強語氣。
- 基本詞彙：語言詞彙中比較穩定的核心，是詞彙中的主要部份，從內容上來看，主要是事物，行為，性質，常見的包括自然，動植物，人體器官，親屬稱謂，行為，數目，指示代詞等，雖然讀音會受到漢語，俄語，日語或各兄弟民族語影響，但仍保有自己的穩定性。[7]
- 方言詞：通行在某獵區，不通行於其他地區。
- 熟語：語言中的成語，慣用語，諺語（格言）和歇後語，是固定的結構，存在於口語之中。[8]
- 外來詞：與其他民族交往之中吸收了大量的外來詞語，表現最突出的是俄語式的人名和漢族的姓氏。[8]
- 專業詞：隨著科學技術的發展，越來越系的社會分工，語言也越來越精確，包括現代思想等各領域的詞彙都逐漸加入到鄂溫克與使用的詞彙之中。

#### 文字
鄂溫克族沒有自己的文字，但牧區通用蒙古文和漢文，農區和林區通用以漢文為大宗。在歷史上，鄂溫克族也曾學習過滿文。近代則有部分地區因歷史缘故掌握俄語和日語。
鄂溫克族通常以木刻記事，用樹根和樹枝指向。長期的狩獵之中又創造了樹號，就像是漢族留下的指路信號一樣，每隔一段距離就會放置樹號標示路線；也會在大樹上砍缺口綁上柳條圈標示家的方向，也有部分用木棍指示，跟他們生活在大樹林中有很大的關係。

## 地理環境
鄂溫克人主要生活緯度在北緯45度以上，大抵屬於溫帶及寒帶氣候，分布的高度從海平面到1000m左右，仰賴著森林的資源生活。
鄂溫克人主要分布的地區在兩個國家境內：
- 中國：
  - 內蒙古鄂溫克族自治旗
  - 黑龍江大興安嶺地區

依山傍水而居。
- 俄羅斯：
  - 東西伯利亞
  - 鄂畢河～鄂霍次克海
  - 北冰洋～庫頁島

分佈在泰加林附近地區，和鄂倫春族生存環境有些類似，在森林中馴養馴鹿，獵捕採集為生。

## 歷史沿革
鄂溫克是該民族的自稱，歷史上曾被稱為索倫，通古斯和雅庫特，三者有共同的語言及風俗習慣。而鄂溫克之意為「住在大山林中的人們」，或是「住在山南坡的人」，這足以說明鄂溫克的祖先是居住在森林中的狩獵民族。

### 民族起源
1. 祖源上來說鄂溫克族可能與五至九世紀居住在大興安嶺的室韋有關係，儘管絕大部分的土地都在貝加爾湖與阿姆河間的西伯利亞廣大山林地區。鄂溫克族語言是滿－通古斯文化語言體系的北部分支，與西伯利亞的鄂溫人和涅吉達爾人密切相關。到1600年，勒拿河和葉尼塞河的鄂溫克人成功馴養馴鹿。相比之下，索倫人和哈米尼干（外貝加爾山脈的鄂溫克人）已經從蒙古人學習到養馬和飼養蒙古犬。 索倫人（中國的鄂溫克族的祖先）沿著阿姆河行游牧生活。他們和達斡爾族密切相關。在西部地區，哈米尼干在外貝加爾山脈地區的行馴馬的生活。另外在阿姆山谷，一群在西伯利亞說鄂溫克語的人被滿族人叫做為奧羅奇人。
2. 考古學研究上，早在公元前2000年（青銅器時期），鄂溫克人的祖先居住在外貝加爾和貝加爾湖沿岸地區。古代貝加爾湖沿岸居民服裝上用貝殼所飾的圓環位置與十七～十八世紀鄂溫克人胸前的串珠一致，也和薩滿法衣上綴飾的貝殼圓環位置相同。
3. 從人類學來說，在黑龍江上游的石勒喀河畔洞穴中發現了具備鄂溫克族體質特徵的頭蓋骨，還有貝加爾湖地區特有的文化裝飾，和鄂溫克族的傳說相符合（老鄂溫克人稱故鄉在勒那河附近的拉瑪河，即是現在的貝加爾湖；另一種說法是在貝加爾湖以東和黑龍江上游石勒喀河一帶的山林中。）

### 傳統分佈
1. 鄂溫克族的起源是隨著混合且複雜過程的結果，也混雜了突厥人及蒙古人等古老原住民部落的語言及文化。
2. 從中國歷史上來說，大抵與北魏時的室韋有關，特別是黑龍江中上游的“北室韋”，“缽室韋”“深未怛室韋”及唐代貝加爾湖東北苔原森林區的使鹿民族“鞠”部落有密切的關係。後來有一支向東遷到黑龍江的雅克薩地區。元代稱他們是“林木中的百姓”，鄂溫克族用馴鹿來負重，穿著滑雪板逐鹿。在明朝中有文獻記載，稱他們為“北山野人”乘鹿進出森林，或是野人女真及東海女真。清朝文獻則稱他們為使鹿的索倫族，編入八旗組織，十八世紀滿清政府為了防止帝俄勢力南侵，從布特哈地區徵調鄂溫克人入營並攜家帶眷遷至呼倫貝爾草原區及塔城和伊犁等地，其後裔即是今鄂溫克族自治旗中的鄂溫克族。

### 外族接觸
17世紀，俄羅斯沙皇國與鄂溫克族接觸。 擔任沙皇政府“邊防警衛”的哥薩克人對西伯利亞部落徵收毛皮稅。 哥薩克人利用了鄂溫克氏族的階層制度，從最高的階層中扣留人質以確保鄂溫克族繳納稅款。 雖然對當地官員有些叛亂以及不滿，但普遍意識到需要和俄羅斯人保持和平的族群關係。 與俄羅斯人接觸，對毛皮稅的不斷需求推動了鄂溫克人往東一路向薩哈林島拓展，那裡還有一些鄂溫克族生活。 在19世紀，一些部落向南和東遷入蒙古和滿洲。

## 社會、家庭與婚姻

### 社會
鄂溫克族的傳統社會由哈拉，莫昆及尼莫爾等不同層次組成。旗佐制及為清代統治者在哈拉為基礎所成立的軍政單位。

#### 哈拉
- 哈拉為同一祖先的後代，即父系氏族。
- 每個哈拉都有自己的名稱，而名稱都會有意義。
- 行嚴格的氏族外婚制，嚴禁哈拉內婚。
- 哈拉中會民主推選出哈拉達（氏族長），有權招集各莫昆（家庭）在指定地點開會，決定及商討關於氏族內的重要事件或是排解內部糾紛，也有權處罰違背氏族規則的族人。沒有一定的任期，可以罷免換人。
- 不同的哈拉有不同的祖先神及圖騰標誌（嘎勒布勒）。

#### 莫昆
- 莫昆是同一祖先後代所組成的血緣組織，為哈拉的支系。
- 莫昆包含若個小家庭，約略10戶上下。彼此以村落為單位居住，或在相鄰的牧場及獵場。
- 莫昆有以下特點：
  1. 組織集體的生產勞動。進行合作的狩獵活動，收穫平均分配。牧業採群牧，共同行放牧生活。内部互相幫助，有代償債務和撫養孤兒、老人的義務。
  2. 嚴格的哈拉、莫昆外婚制。
  3. 由莫昆達管理和領導。在每戶參加的會議上經民主選擧產生，由40歲以上、聰明能幹的人擔任。莫昆達需維護傳統習慣，辦事公道。
  4. 莫昆的最高權力由老年人參加的莫昆達西楞（莫昆會議）掌握，處理内部的糾紛、不敬不孝、違犯氏族原則和習慣法等問題。對犯錯的人，進行勸說教育、打木板或從族譜中除名。殺人等情節嚴重者，會議可以決定處死；誤殺者，經過會議決定，用兩頭好牛償還給死者家庭享用。
  5. 每個莫昆有家傳的薩滿，管理宗教活動。
  6. 莫昆有家譜。改選莫昆達後，老莫昆達要把用黄布包家譜交給新的莫昆達。家譜必須認真對待，妥善保存。
  7. 在牧區，莫昆要開敖包會，由老年人輪流主持。公共開支由大家共同負擔，一般每戶出1隻羊，富戶可出3～4隻。除研究解決莫昆内部事務外，還擧行賽馬、摔跤、射箭等體育娛樂活動。
  8. 莫昆有自己的墓區。

#### 尼莫爾
1. 尼莫爾是牧區以血緣關係組成的游牧生產單位，是氏族社會留下來的生產組織形式。
2. 過去，牧區的鄂溫克人會經濟基本單位是小家庭。但是，有血緣關係的小家庭因為生產上互助合作的需求，組成尼莫爾。

- 在牧業生產中，同一尼莫爾把各戶役畜、車輛等集中，在搬家、拉柴、拉草時共同使用。
- 在耕種土地時，共同出力，合作耕種，共享收穫。
- 在放牧中互相照看和保護牲畜，在飲食上也彼此不分，缺勞動力的家庭能得到照顧，當家庭有婚喪大事或遇到困難時，同尼莫爾的人們會竭力幫助。

### 家庭

#### 兩性消長
鄂溫克族其實是從母權（母系社會）制過渡到父權制（父系社會）。
1. 從資料出發：母權制後期生產力的進一步增長，是邁向父權制的經濟前提。表現在馴鹿飼養業的出現及發展上，另一方面也表現在原始狩獵過得馴鹿當作交通工具之後，使男性從事的狩獵經濟得到卓越的發展，成為主要的經濟來源，決定了男女在社會生活和經濟生活中地位的轉化。
2. 過渡的過程：婚姻從對偶婚走向一夫一妻制，從母居過渡到父居，父子繼承制的確立，男性掌握了馴鹿群跟獵物成為社會經濟的統治者。
3. 轉化表現：搶婚制度的改變，實際上不僅是在女方的同意之下，而且是男女雙方約定好共同進行的，只是事後再派人說合締結正式婚姻。
4. 轉化結果：產生彩禮跟嫁妝制度的產生，男方提供彩禮作為女方失去勞動力的補償，女方則提供嫁妝帶進夫家，而這些資源就成了小家庭的經濟基礎，是小家庭佔有支配的私有財產，從最初的公社制度分離出來，小家庭和父權制家族公社連結，變成公社集體狩獵生產的參加者，也是獵物平均分配的單位。
5. 財產的歸類：生產和生活資源歸家族公社集體所有，但私有制的萌芽也導致財產的分化，小家庭沒有辦法脫離成為獨立的經濟單位，原始的狩獵生產決定了原始的共同生產，平均分配和氏族民主主義的塑彩，但另一方的馴鹿飼養發展，又決定了社會財產私有制發展的趨勢。兩種所有權的對立構成了鄂溫克族父系社會主要的矛盾。

#### 家庭組成

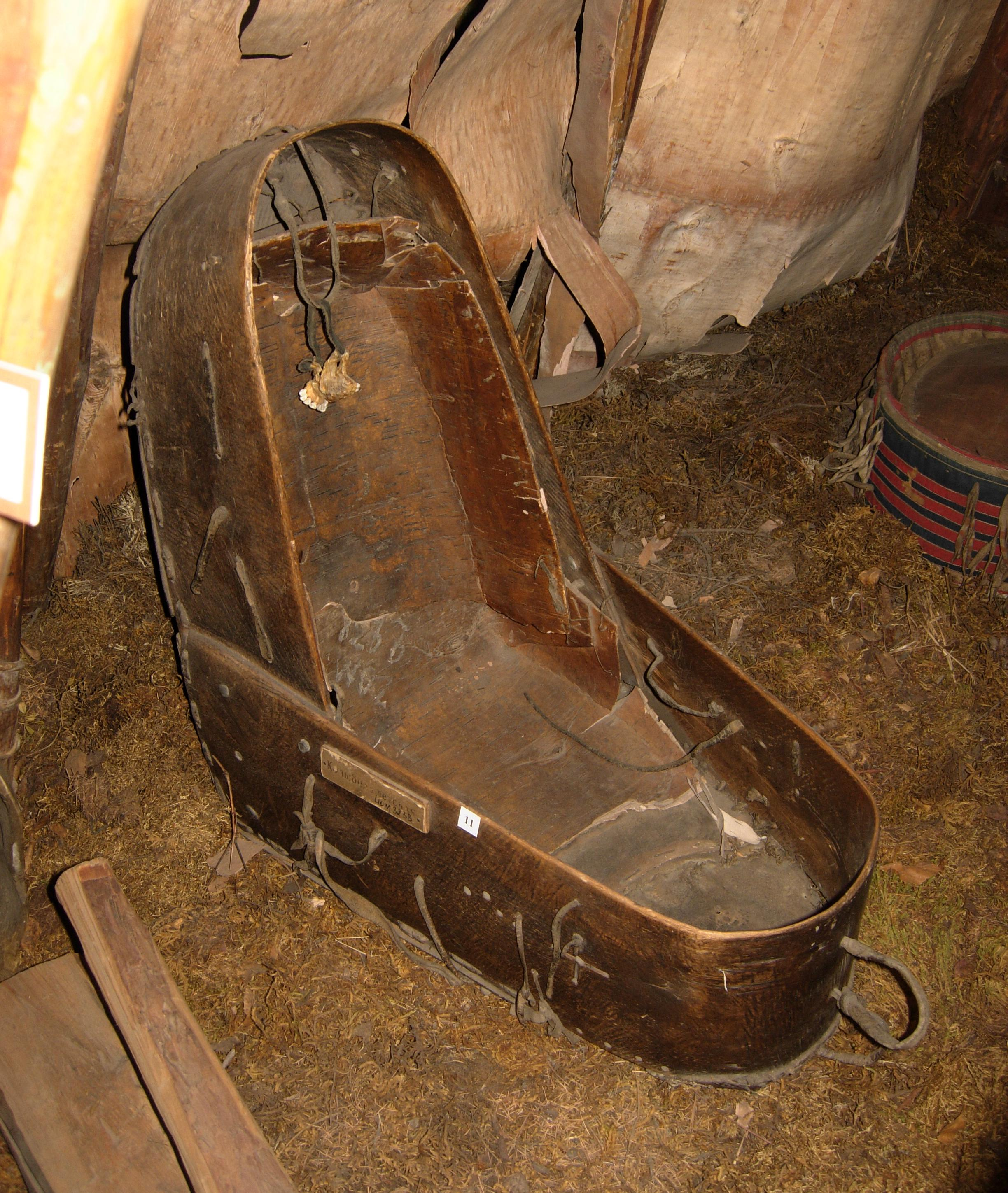
鄂溫克族的嬰兒床

1. 鄂溫克族家庭以小家庭（父母及其兒女）或大家庭（三代同堂）為主。
2. 同時家庭也是鄂溫克族最基本的社會組織。
3. 以父系長輩掌握家族的支配權，為父系社會。
4. 家庭中的男女老幼有明確的分工生產，各司其職。
5. 家庭扶老攜幼，尊重老人，關愛後代。

#### 家庭稱謂
- 鄂溫克族有自己一套親屬稱謂的方式，這跟復原重建他們婚姻型態有很大的關係。
- 親族稱謂制度是屬於類分式型態，對親族不加描述，不問關係遠近，只按年齡分級。[14]

| 年齡         | 性別 | 稱謂 |
| 比父親年齡大 | 男   | 合克 |
| 比父親年齡小 | 男   | 阿基 |
| 比父親年紀大 | 女   | 額我 |
| 比父親年紀小 | 女   | 額基 |
| 比我年紀小   | 男女 | 鬧昆 |

### 婚姻
鄂溫克族實行一夫一妻的氏族外婚制，舊時多由父母做主，甚至有指腹為婚或搖籃訂婚，早婚的狀況非常普遍。訂婚後需要送聘金（過彩禮），依據各地的有所不同，馬，乳牛，羊或是馴鹿都可以是彩禮的一部分。結婚的方式也因為地區而有差異。以下介紹三種結婚的方式：
1. 敖魯古雅鄉：
  1. 在結婚之日，男方的烏力楞要先搬到女方的烏力楞近處，傍晚時點燃篝火，唱歌跳舞。
  2. 隔日女方家中的人到男方的烏力楞中參加婚宴，新娘就正式嫁入夫家了。
2. 鄂溫克自治旗：
  1. 結婚前夕男方須將蒙古包搬到女方的蒙古包旁。
  2. 結婚當日新郎帶一隻羊，三四十斤的酒到女方家。
  3. 女方家長會將新郎換一身新衣服，經濟條件好的會給一匹馬和全套鞍具。並宰羊，以酒肉招待。
  4. 隨後新娘騎馬或坐上車，由同姓的已婚婦女數名陪送到夫家。
  5. 在夫家的一番喜慶酒宴後，婚禮結束。
3. 陳巴爾虎旗：
  - 有特別的“逃婚”式自由婚姻習俗。

  1. 男女互戀定情後，由男方家長新建一座蒙古包，旁邊搭新撮羅子。
  2. 結婚當日，男女約好時間地點，一同騎馬逃跑到新撮羅子中。老太太會將姑娘的8根小辮改梳成2根大辮，以示結婚。
  3. 新人共赴男方家，一拜祖先，二拜火神，三拜父母。
  4. 男方須派兩人至女方家敬酒獻哈達，想辦法討女方父母開心，並唱道：「馬的蹄子可以縮短距離，青年男女，可以讓不認識的兩家變成親戚。我們手捧白色的哈達，來請求父母的祝福！滿杯的酒，還是請你們喝了吧！」
  5. 女方父母喝了酒就表示同意，婚姻達成。

## 產業與生活

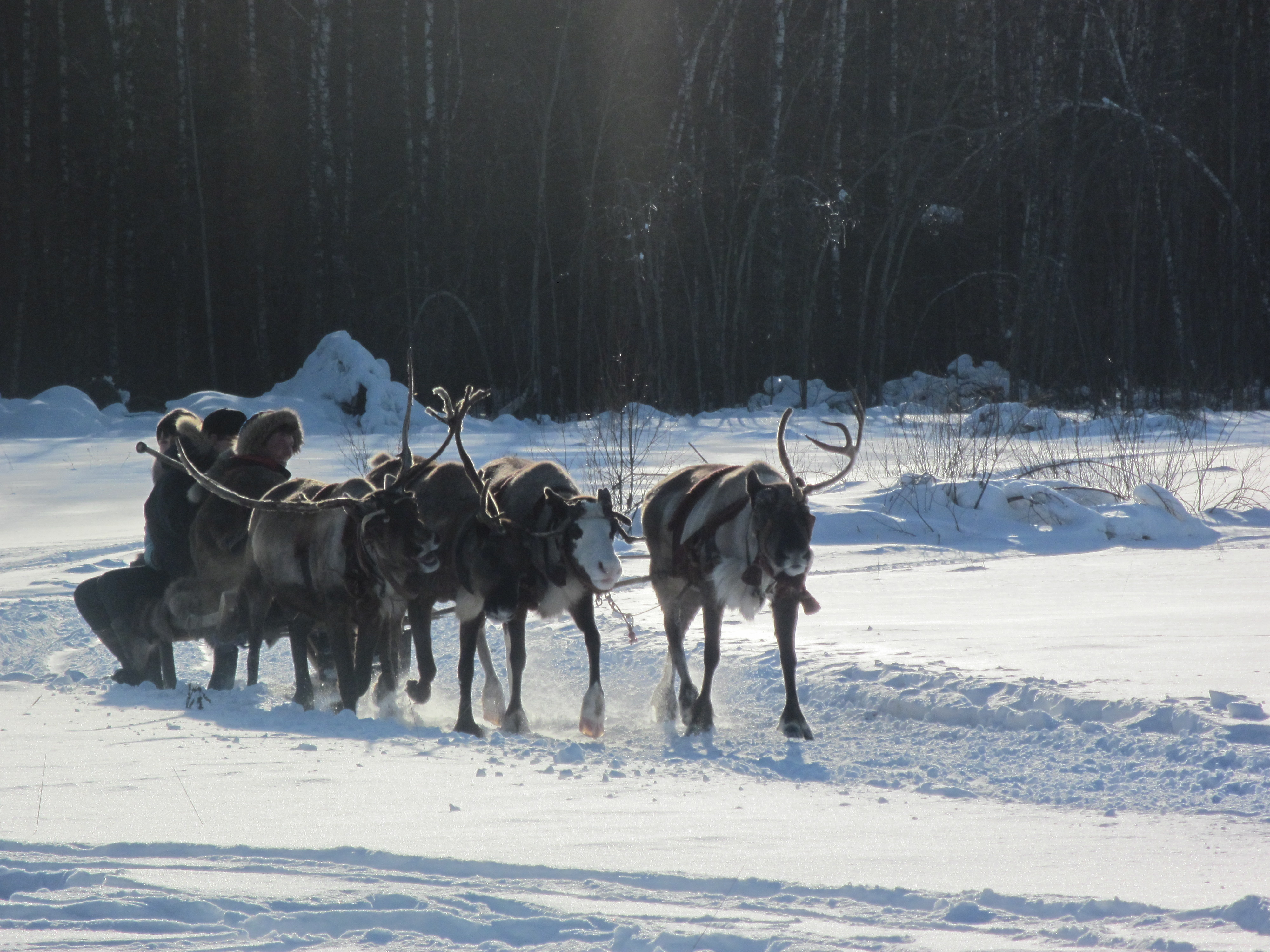
在俄羅斯拉雪橇的馴鹿

### 產業
鄂溫克族除了傳統的生活之外，也積極的探索多種經營的道路，輸出產品參與貿易體系，或是發展觀光業營生。

#### 牧業經濟
畜養牲畜（耐寒動物，經濟動物）為主要的生產方式。中國呼倫貝爾草原上的鄂溫克自治旗，陳巴爾虎旗的鄂溫克族屬此種。

#### 狩獵經濟
保持傳統的狩獵方式和馴鹿飼養業，主要分佈在大興安嶺西北附近地區。中國的根河市敖魯古雅鄂溫克民族鄉即屬此種。

#### 農獵兼營
從事獵，農，牧及漁業，發展以交換為目的的商品生產。中國大興安嶺山區的鄂溫克族獵大於農，而嫩江平原的鄂溫克族則是農大於獵。

#### 馴鹿飼養
鄂溫克族是少數飼養馴鹿的民族。馴鹿性情溫馴，是耐寒的動物，主要生活在氣候嚴寒的針葉林或針闊混合林地帶，以苔蘚和石蕊類植物為食。分佈在俄羅斯，加拿大等北歐國家。鄂倫春族也曾馴養過馴鹿，但目前只剩鄂溫克族的獵民持續在飼養，故敖魯古雅素有“馴鹿之鄉”的美稱。鄂溫克人除了祭祀或饑荒之外不殺自己馴養的馴鹿，主要是獵野生的馴鹿或養乳牛獲取營養。

### 交換模式
鄂溫克獵民如同其他民族也會有商品交換，他們主要是和安達（朋友）交換獵物換取生活必需品，不計代價和使用的費用。

#### 餽贈交換
原始交換的萌芽型態，以氏族為單位的集體交換，有時也會以個人為單位互相交換，以互利和報酬為其原則，但人們並不計較贈與和回贈的商品是否等值，餽贈式的交換不僅透過商品的交流滿足生活所需，也無形中增進了友好的關係，同時讓對方遇到困難時都有附相幫助的義務。

#### 無言交換
交換雙方不直接進行交易，還是背對背的交換模式，這種交易最為人熟知的民族是苦聰人。鄂溫克獵民長時間生活在深山老林中，從事遷徙型的狩獵生產，一切生活所需的物品需要仰賴其他民族的輸入，最早的貿易交換地點是波克周爾山（彼此相約會相遇的地方），以物易物並有客觀的條件限制讓雙方不用面對面，這種因素最大的是鄂溫克族通常是翻山越嶺才抵達交易地點，故和他們的安達朋友不會見面，只要把自己多餘的商品留在指定地點，對方就會衡量價值取走並留下自己的商品，主要是滿足雙方的彼此需求而非商業化的大量交易。

#### 流動交換
這種是產生價格的交換模式，不拘束在固定的地點交易，而是在有需求的時候就會發生，在狩獵季的尾聲，商人就會直接到鄂溫克族的撮羅子（Chum）進行商品的交換，沒有用貨幣而是一樣透過以物易物的方式交易。在長期的交易模式之下，安達會掌握獵民的狩獵規律和特點，在固定的時間就會去收購他們認為有價值的商品，商人們不只是合作關係，在更龐大的利潤驅使之下，有些商人也會跟著鄂溫克族一起狩獵成為競爭關係。

#### 集市交換
原始交換發展的最高形式，集市交換和流動交換幾乎是同時進行的，在交換頻繁發生的地點產生經常性的商品交換中心，這會發展成初步的城鎮市場。

#### 掠奪交換
資本主義的商品經濟形式，變成是大資本的企業殘酷剝削鄂溫克的獵民，現代化商品的輸入部分豐富了新生活，但也造成經濟地位更加的弱化，新式工具的輸入也改變了生產方式，無形中也解放了被困在土地上的生產力，發展的生產力也造成了私有制的出現，商品交換和社會分工的出現促成了家庭公社的解體，貧富的分化讓遊牧的他們也部分進入了雇民放牧和馴鹿出租的新經濟模式。

### 生活

#### 食

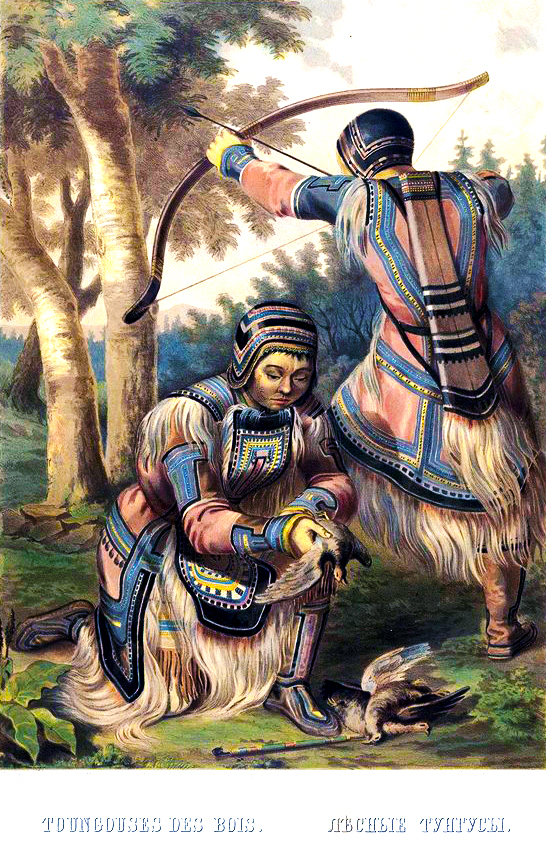
狩獵的鄂溫克族

- 鄂溫克族的飲食習慣依據生活當地的物產條件有不同的特點。[22]
- 鄂溫克人也有飲食的醫藥知識，野菜的藥材、鹿胎、鹿血、鹿茸、鹿鞭等等，都是牠們食用的養生食物之一。[23]
- 主要的食物有：馴鹿奶、煮肉、烤肉、燒肉、肉乾、燉魚、湯、野菜、杜斯醬、紅豆酒、麵食等，其中熊掌、鹿尾、猂鼻曾是歷代皇帝的御膳之一，屬八珍之一。[24]

1. 牧區：以乳、肉及麵為主食。講究喝奶茶。以食牛肉及羊肉為大宗，馬肉、駝肉、狍子肉為小宗。煮法有手把肉及肉湯麵等等。
2. 農區：除傳統的肉食和奶食，糧食成為主食。以食用種植稷子、燕麥、蕎麥、大麥、小麥及玉米為主，春夏時節也會採集野菜，可生食、醃菜、燉菜等增加保存期限，隨著園藝業的發展，也會食用黃瓜、白菜、馬鈴薯、青椒、茄子等蔬菜。
3. 林區：以獸肉為主食，除了肝臟跟腎生食，其餘都煮熟後食用。比較特別的飲食為烤肉及烤麵包。也會在森林中採集野菜當作營養來源，飲馴鹿奶及奶茶。

#### 衣

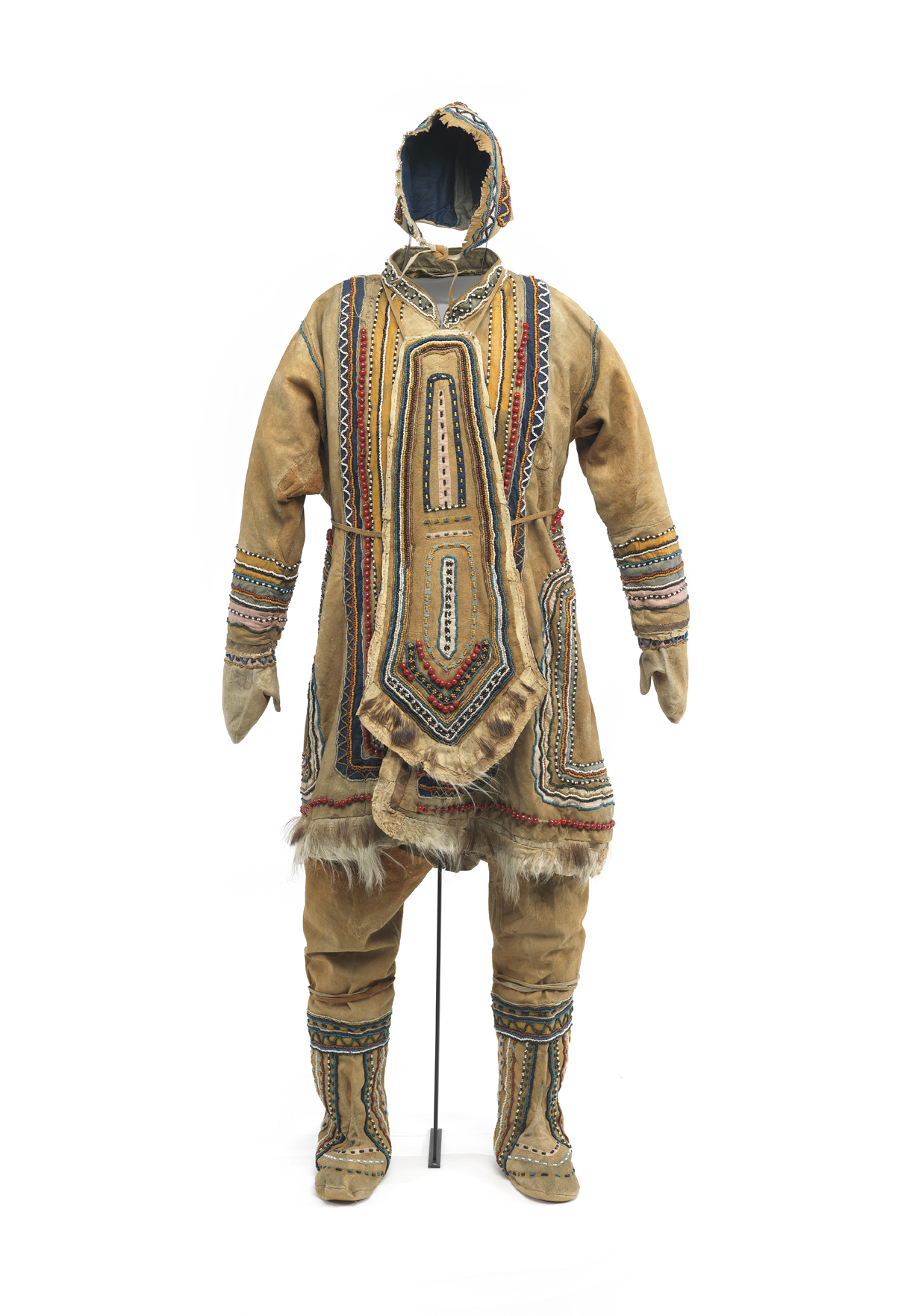
鄂溫克族的服飾

- 鄂溫克族有自己的傳統服飾，依照季節分著長衣及短衣。而現今的鄂溫克族婦女還是普遍習慣穿著傳統服飾。老年男人喜歡穿著黑色，婦女喜好藍色或帶花的服飾，青壯年偏好青色和草綠色。[25]
  - 帽：鹿皮和狍頭皮做外，灰鼠皮和猞猁皮做內，輕便暖活，狩獵時也可偽裝迷惑動物。
  - 被：狍皮，中有空心有良好的防寒功能。
  - 靴：分有毛和無毛的猂腿靴。
  - 手套：有分有毛無毛，五指全開或是拇指核四指分開的手套，手臂繡有花紋。
  - 褥：獸皮所製。

1. 牧區：
  - 胡儒木：羊皮外套的皮上衣，在結婚辦喜事的場合作為禮服。
  - 浩布策蘇翁：羔羊皮衣，在迎接客人，和親友相聚及節日所穿的衣服。在邊角縫綴各種花紋圖案。
  - 鈕扣：銅釦，杏木釦，玉扣。
  - 婦女冬夏皆著連身裙，上窄下寬多褶，以青藍色為主，鑲邊則用綠色。
2. 農獵區：
  - 多以狍子皮製作衣服，以方便農耕為主。
3. 獵區：
  - 傳統以獸皮製作衣帽，鞋靴，被襦，近百年來也開始用棉布做衣服。
  - 女子愛穿連衣裙，衣領上有白綠色鑲邊，對襟，下襬較寬。
  - 老年婦女多穿藍色及黑色，少女則穿紅色及天藍色，繡有花草圖案。
  - 男女均穿坎肩，著獸皮靴子。

#### 住

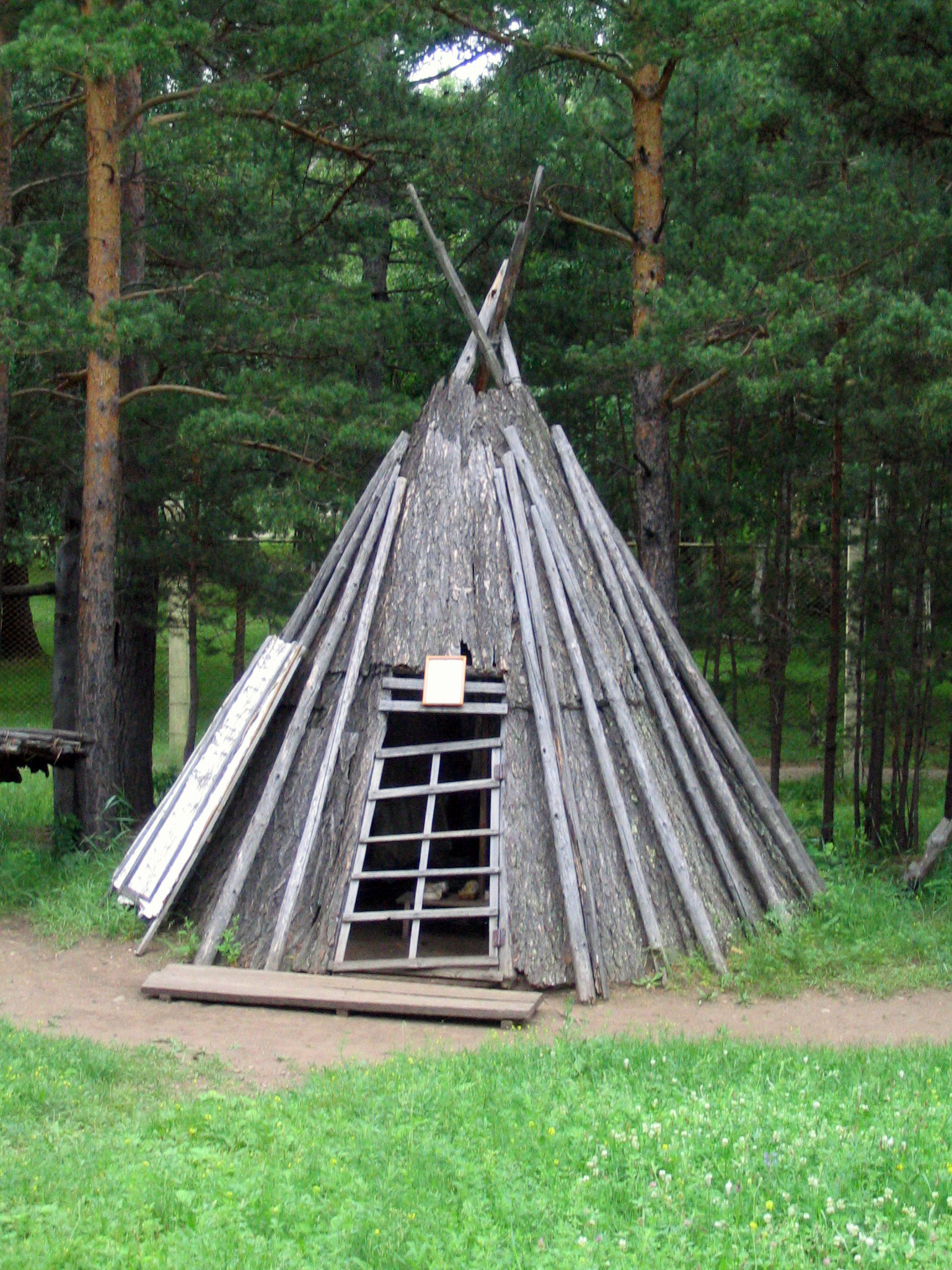
鄂溫克族的帳篷(Chum)

是以傳統住屋為主，但接近都市的地區開始有住進磚瓦房的趨勢。也會在居處附近馴養馴鹿和獵犬。
1. 獵區：主要以撮羅子為居。
  - 以3根有杈的木杆立成三角形的架子，再用20根落葉松樹桿斜搭成圓錐形，高約3公尺，底部直徑約4公尺。
  - 夏季外面鋪樺樹皮，冬季則鋪獸皮。外層的鋪面稱為「鐵哈」。
  - 頂部留有通煙孔，門設於向日出之處，中央設有鍋架。
  - 逐步有定居生活後，有土木結構的木刻楞和磚瓦房，但進入山林時還是住傳統的撮羅子。
2. 牧區：多數搭建方便攜帶移動的蒙古包。
  - 有類似撮羅子的房屋，外面則是用葦草和毯子遮蓋。
  - 也有部分居住於土房和俄羅斯式板房。
3. 農區：搭建土木結構的房子，內部則有兩間及三間的分別。
  - 以兩間房來說，西屋為臥室，東屋為廚房。
  - 以西屋為貴，內設有南，西，北共三面炕，長者住南炕。
  - 開南窗或西窗（避免寒冷的北風灌入），院內正房前左右建有倉房和畜圈，用柳編籬笆圍成。

#### 行
1. 傳統運輸工具為滑雪板和馴鹿。在牧區和農區則是以馬和馬車為交通工具。
2. 1970年代隨著鐵公路建設，汽車，摩托車等也開始進入鄂溫克族的生活。[22]

#### 喪葬
- 死後的遺產繼承大部份是由幼子繼承，女兒沒有分得遺產的權利。也會由氏族長分配，主要是看個人打獵技術的好壞去決定所得的遺產多寡，技術好的人少拿或是不拿，所以沒有分得遺產的人認為是一種驕傲榮譽的象徵。[27]
- 鄂溫克族一般實行土葬，但也有少數的樹葬，風葬及火葬習俗。依照信仰的不同又可以大略分為兩種方向：[28]

1. 薩滿教型態：鄂溫克族薩滿的法衣
  - 牧區對老人的喪葬儀式非常重視。

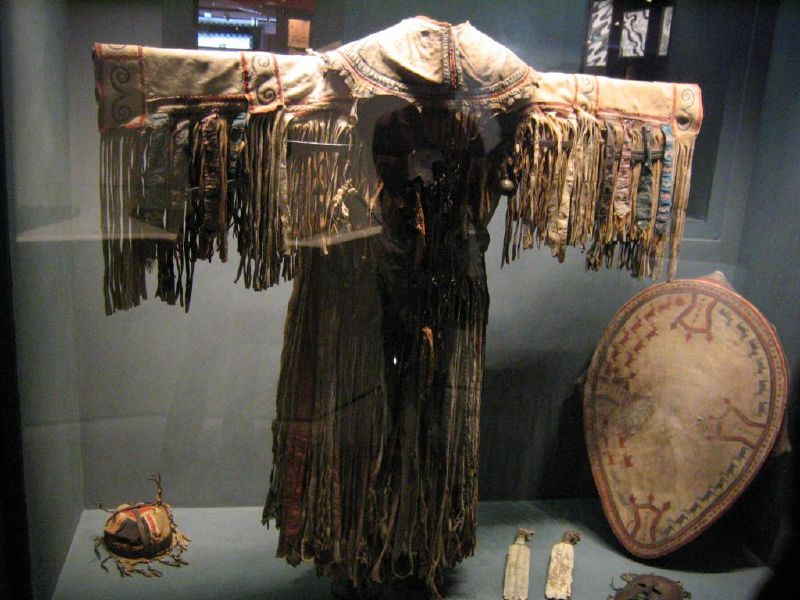
鄂溫克族薩滿的法衣

  1. 幫往生者更換壽衣，鋪位搭藍色帳篷，頭前方的供桌需擺熟羊肉及乳食品，並裝上一袋煙放在旁邊。
  2. 停靈期間通知親人來弔唁，裝殮入棺後用牛車送葬，兒子牽牛在前引導。過去請薩滿跳神發葬，改信喇嘛教後請喇嘛念經。
  3. 埋葬時用金銀箔紙做成日月形狀，埋進頭頂稍前之處。下葬後第三天要燒金紙，請喇嘛書寫亡者姓名，日期和祭者名字在黃紙上，過程中黃紙一同燒掉。
  4. 後將蒙古包向前遷移，在原址亡者鋪位上放置石頭並灑些稷子，認為這對子孫吉利。
2. 東正教型態：
  - 喪葬儀式受到東正教影響。

  1. 停靈期間，頭向西北，腳向西南，身邊需立耶穌像。入殮時為亡者更衣戴帽，若亡者為女性則需戴頭巾，鋪白布。棺內放置打破的煙盒，杯子等日用品和耶穌像。
  2. 送葬時由牧師念經引路。抬出棺材前須先殺兩頭黑色馴鹿，馴鹿頭放置在日落方位，意味馴鹿駝走了亡者。
  3. 送葬途中抬棺者需休息三次，埋葬後在墳前立十字架。送葬者離開墳地前須繞十字架三圈。
  4. 在墓地旁邊生煙並同樣繞三周，認為這樣能保佑以後能繼續獵到野獸。

## 信仰與習俗

### 信仰

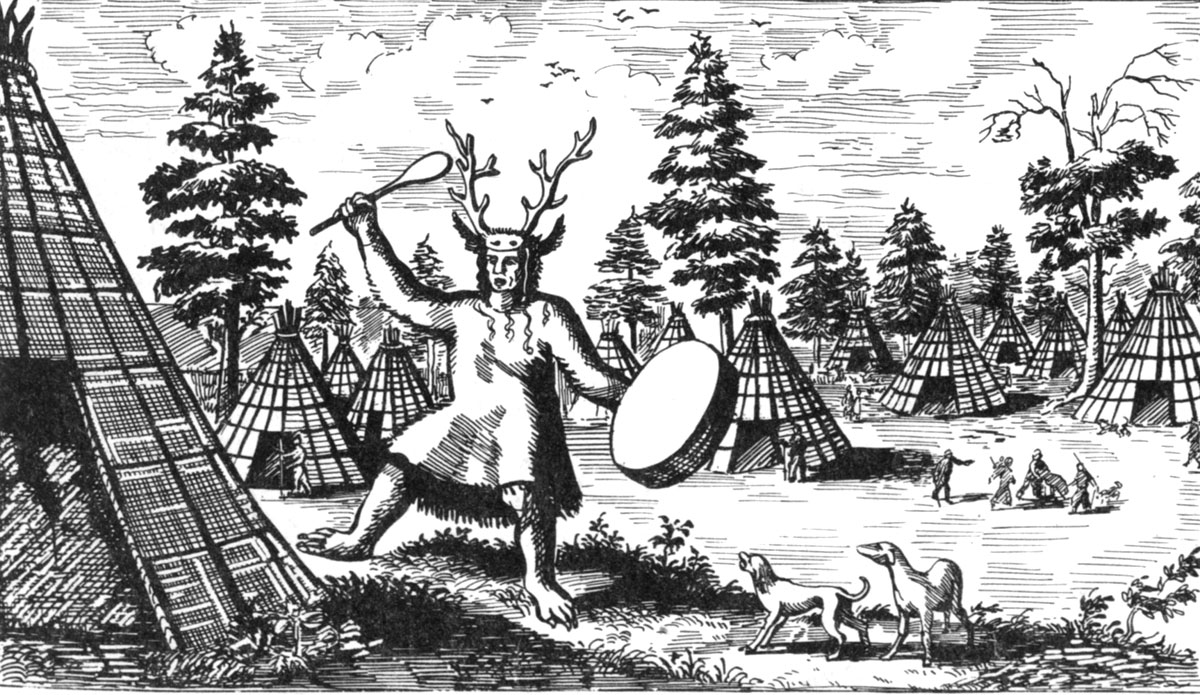
古代西伯利亞地區的薩滿巫師

鄂溫克族的信仰主要分為兩大支：薩滿教和東正教。牧區的鄂溫克族除了相信萬物有靈，多神崇拜外，同時也信仰喇嘛教。鄂溫克族同時也很迷信占卜，吉兆跟凶兆都會影響到他們生活的進行。

#### 火
鄂溫克族對火非常敬重，認為火是主人的神，每戶的“火主”若“死”掉，該戶就會有絕根的危機。
- 在牧區，農曆的12/23是火神回天的日子，落日後要祭拜火神。當天男女皆要參與，擔任主祭的婦女需跪在火前，口中不斷禱念呼日耶請求火神寬恕一年中發生的失禮之處，並一起磕頭謝罪。祭火後三天禁用鐵器，木棍撥火，也不允許掏灰。

#### 神祇
1. 吉雅奇神：牲畜之神。牲畜是吉雅其所賜予的，同時也是運氣之神。每年的農曆正月十五或六月牲畜生物膘情好的時候要祭神，用阿木蘇（稷子米或大米奶粥）供奉神靈。獻祭後的食用順序為本氏族未出嫁的姑娘先吃，然後大家共同分配。
2. 白那查神：山神，形象為大樹上繪製的長鬚老人。一切山林野獸都為白那查飼養的，狩獵到的野獸為其所恩賜。遇到繪有白那查圖像的樹必須用獸肉獻祭，在用餐飲酒前要先敬白那查以求能獵到更多的野獸。
3. 瑪魯：烏力楞（家族公社）的神，跟鄂溫克族的祖先有關。瑪魯是裝著12項物件和神靈的圓形皮口袋，人們把裝有神靈偶像的皮口袋稱為瑪魯。獵人打到鹿的時候需要祭瑪魯。
4. 舍利神：最厲害的神祇，族人用薄鐵仿長蛇的形狀，雄蛇有三個角，雌蛇則有兩個角，掌管人們的健康。
5. 阿隆神：落葉松，樺樹上的彎曲型的木條，可以保護馴鹿，條子掛在馴鹿上可以驅趕疫病，但只能掛在馱瑪魯神的鹿脖子上。
6. 熊神：由一個公熊崽皮和一個母熊崽皮構成，也是保護馴鹿的神祇，有了熊神就可以不怕狼群的騷擾。
7. 烏麥神：保護嬰兒的神，是白樺樹或落葉松製成的小雀。在薩滿教中烏麥代表的是靈魂，生病就是烏麥離開了，為了找回靈魂和健康要請薩滿在晚上跳神，並準備一黑一白兩隻馴鹿供儀式使用。[30]

#### 自然崇拜

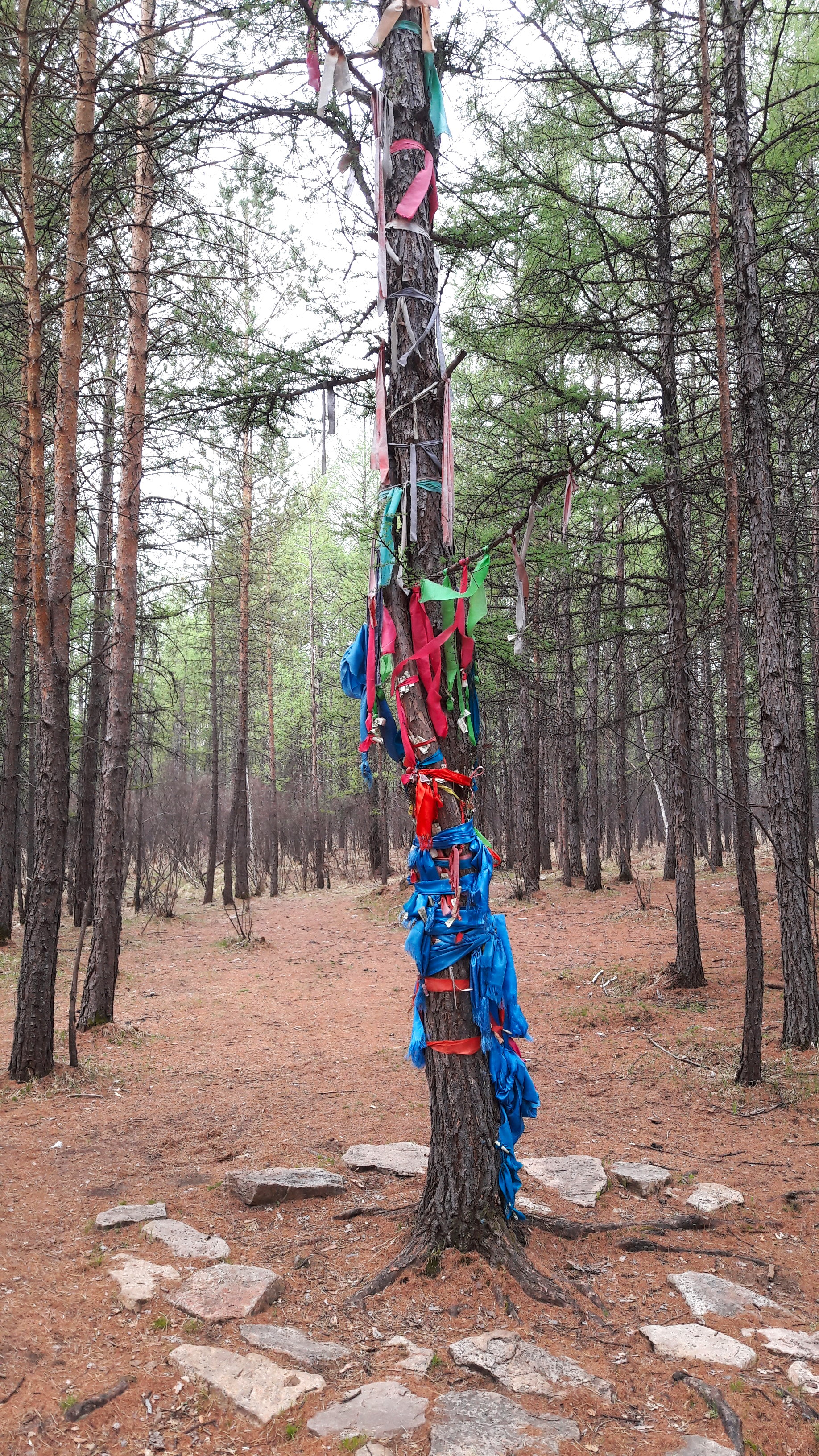
鄂溫克族的神靈樹

因為鄂溫克族長期在山林中討生活，在自然力量對人們威脅面前族人顯得軟弱，所以會把自然現象神話和崇拜。
1. 天體崇拜：日月星辰崇拜，反映在薩滿的法衣上面，是早期人類社會的普遍現象。太陽神用圓環鐵片代表，月亮神則是月牙形鐵片，還有一公一母的雷神紋路。地下也有另外一個世界被稱為鬼。風神崇拜和求雨止雨的各項儀式都代表鄂溫克人對自然的敬畏。
2. 水崇拜：鄂溫克族除了冬季在山林中打獵時肉之外，夏天也要到河中打魚，所以水也是衣食之源。必須在河邊供神，和製作神鼓。
3. 山石崇拜：野獸為山神所養育，故每遇高山峻嶺或懸崖絕壁都會認為是山神隱居之處，必須加以獻祭。

#### 圖騰崇拜
鄂溫克的獵民將熊當作是他們的圖騰，熊是鄂溫克人的祖先。最初獵民殺熊是為了保衛自己的安全，但現在在利益驅使之下也打破過去不敢獵熊的禁忌，但在獵熊，吃肉，葬熊的過程中都還保有禁忌和崇拜的習俗，絕不說自己殺死熊而是改稱熊睡著了，進食中會模仿烏鴉的叫聲，告訴熊是烏鴉吃了熊肉而非人類，最後也會風葬熊的屍體。

#### 薩滿崇拜
薩滿教是在萬物有靈，自然崇拜，圖騰崇拜，鬼魂和祖先崇拜的基礎上發展起來，使神的人格化導致神的人形化。每個氏族都有自己的薩滿，薩滿幾乎滲透了每個鄂溫克人的生活之中，大小事或是祈禱之事都要透過薩滿跟上天溝通。

#### 東正教
因為沙俄的東征和傳教士往東邊邁進尋找傳教地點，鄂溫克族也有部分接受了東正教的洗禮，嬰兒受浸洗禮，到教堂禮拜，婚喪儀式中也漸漸有了東正教的影子，很多人會在撮羅子（Chum）中擺耶穌像，但大部份的獵民只接受東正教的儀式並沒有接受他們的教義。

### 習俗

#### 節日
鄂溫克族各支都有其不同的傳統節日。
1. 瑟賓節：為鄂溫克族的傳統節日，意思為「吉祥如意，歡樂祥和」。在中國的族人曾經因為頻繁遷徙和聚居分散一度失傳，在1994年6月18日重新恢復。節日在每年的國曆6/18，歌舞稱為“彩虹”。
2. 米闊魯：是陳巴爾虎旗通古斯鄂溫克的豐收節，在農曆的5/22舉辦。青年們會逐戶把馬烙印，除去齲齒，剪耳朵，剪鬃尾及幫羊去勢，老人們送晚輩母羔羊，祝福他們今後羊群興旺。
3. 斯特羅依查：是敖魯古雅獵民的傳統節日，在每年的國曆6/10舉行。互相交換最好的獵品，舉行宴會活動及歌舞表演。同時也是給予青年男女機會互相認識，促成結婚訂婚。
4. 敖包會：亦即祭敖包。鄂溫克每個氏族都有自己的敖包，牧區也有旗及蘇木的敖包。傳統上的祭敖包包括祭祀山神，河神，目的是要祈求風調雨順，人畜興旺。主要還會舉行賽馬，摔角和射箭等娛樂活動。在中國的鄂溫克族自治旗在農曆五月選擇吉日舉行。

#### 禮節
鄂溫克族講求禮節，恪守長幼有序的規矩。獵人和牧民勤勞，勇敢，純樸，爽直且誠實。
1. 晚輩遇到長輩要敬煙，側身屈膝攻守作揖表示問安。若在馬上也必須立刻下馬施禮。
2. 平輩間和睦相處，關心並愛護年幼者，互相幫助，對困難者施與照顧。
3. 設立在森林及草原的倉庫儲有食品，衣物及工具等，只要有需要的人（斷糧或是缺衣）都可以任意去取。
4. 「外來的人不會背著自己的房子，你出去同樣也不能背走你的家，如果不招待外來的客人，你出門也無人照顧。」
5. 熱情招待客人（家中來客人為喜事），在牧區最通常的待客禮節是敬奶茶，而獵區則是以鹿的胸肉和鹿奶敬客

#### 禁忌
生產和生活中有許多禁忌習俗，有些消失，但有些仍深深影響鄂溫克人的生活。
1. 婚姻禁忌：嚴禁氏族內通婚，轉房限制。
2. 行獵禁忌：因為野獸有先知的本領所以不告訴人打獵的地點，為了怕獵場重疊，會先碰頭開會溝通彼此的打獵方向。
3. 傳染病：禁止割斷獵物的關節，禁止切斷內臟；不可讓病人看到生肉。
4. 打鐵禁忌：打鐵季節，打鐵必須一氣呵成，完成之後才熄火；女性不可接近。

#### 季節曆法
鄂溫克人依照對自然氣候的觀察將一年分六季。
1. 諾勒吉（2~3月）：打鹿胎的季節。
2. 農念（4~5月）：開始狩獵的季節。
3. 允喀（6~7月）：狩鹿的季節。
4. 保羅（8~9月）：獵取鹿鞭，晾鹿肉的季節。
5. 西格勒（10~11月）：河水開始封凍，落雪不大，是狩獵的黃金季節。
6. 土格（12~1月）：天氣嚴寒，積雪深厚，狩獵活動停止。

#### 民間知識
鄂溫克族有自己對生活習慣的名詞。
1. 距離：「努勒給」是遷移的距離也是距離單位，遠處遷移叫「高熱努勒給」大概10km左右；近處遷徙叫「達嘎罕努勒給」大概5km左右。表示距離很遠會說五六個努勒給。
2. 重量：以一背為單位稱為「依尼」，一背大概是32kg。
3. 量詞：僅有從1~100，再上去的用籠統的很多來代替。
4. 量詞：通常以一碗或一袋為單位，碗稱「超毛恩」，袋叫「鼓力克安」。
5. 方向：東方叫日出的方向，西方叫日落的方向，南方叫中午太陽的方向，北方叫太陽到不了的方向。

## 文學與藝術

### 文學

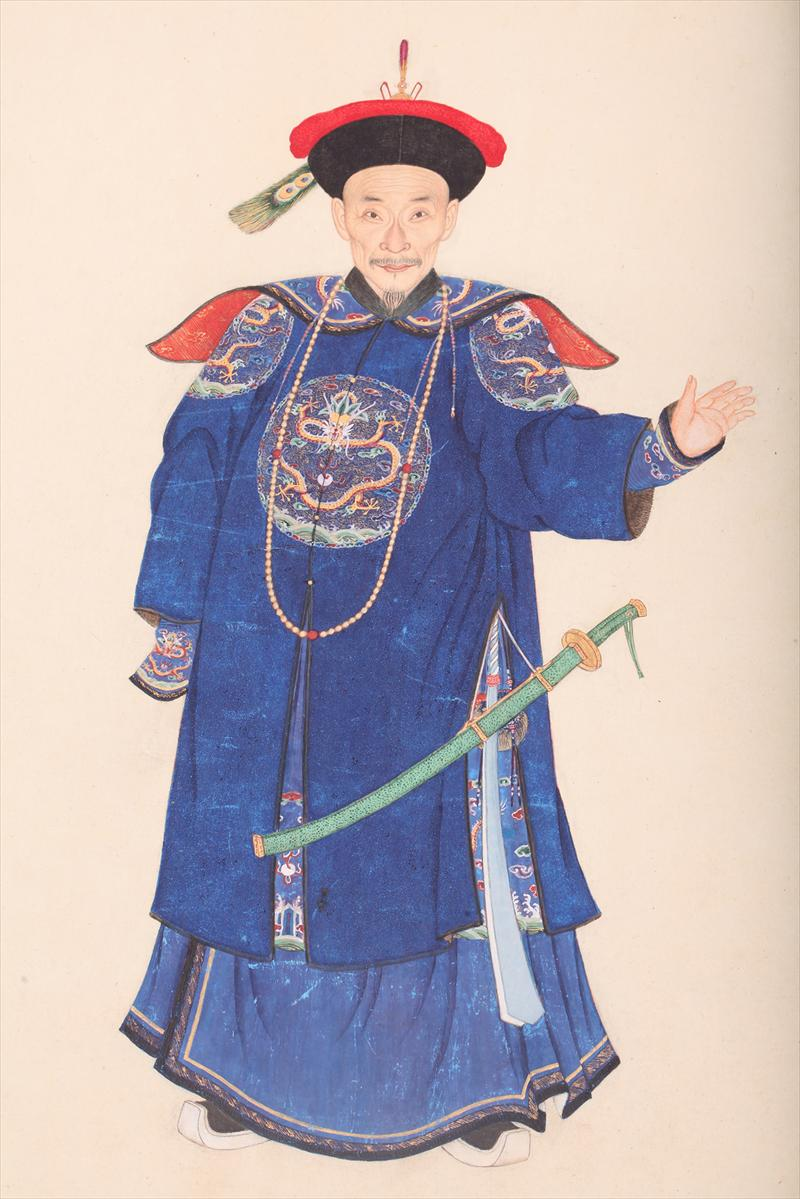
清代鄂溫克族名將海蘭察

鄂溫克文學絢麗多彩，民間文學有神話，傳說，故事，寓言，諺語，謎語，笑話等。內容豐富，從開天闢地到人類起源，民族起源講到歷史人物海蘭察，地方風物，包括遷徙歷史，古代生活和自然景象都有樸素的描繪與解釋。
1. 當代著名文學家：烏熱爾圖（主要作品是《一個獵人懇求》）
2. 鄂溫克文學代表作：《創世薩滿》、《尼桑薩滿》、《維納河的傳說》、《海蘭察的傳說》、《大興安嶺的故事》、《白樺樹的故事》

### 民歌
鄂溫克民歌突出的特色是歌與詩，舞渾然一體。許多著名的獵人和牧民同時又身兼了著名的歌手。
民歌的曲調豪放，富有草原和森林生活的氣息，特色是即興生情，即興填詞。
「銀白色的雅魯河，泛起了魚鱗般的銀波。如鏡子一樣明淨的輝河，閃著金黃色的光芒。提起這條河啊，是我們鄂溫克人的家鄉……」

### 舞蹈
舞蹈和歌聲結合，不分男女老幼都能翩翩起舞。
民間最著名的舞為多由婦女集體表演的奴給勒，舞步獨特，剛健有力，節奏性強，以“跟靠步”和“踱步”為特色；也有粗獷劇烈的艾達哈喜楞舞（公豬搏鬥舞）和阿罕伯舞。
其他還有天鵝舞、跳虎、獵人舞、篝火舞等等，節奏明快，旋律優美，表現民族能歌善舞的特點。

### 雕刻
雕刻分為骨刻，木刻和樺樹皮刻三種。
骨刻和木刻都使用鐵製刻刀。
常見的圖紋有雲卷紋，菱形紋，水波紋及花鳥紋。
植物紋和獸紋是他們最常使用的圖案。
骨製品有筷子，衣扣等等。使用馴鹿所用的鞍子上面多刻有雲卷紋。
木刻多用於神像，刀柄，煙鍋和白樺木製的馴鹿鞍具及背夾上。
樺樹皮製品有盆，碗，盒，桶，箱等生活必需品上，本身即是非常古樸的藝術品，再雕上各種花紋更顯美觀。
古瑪蘭是鄂溫克族役使馴鹿的鞍墊，做工精細，是上乘的圖案藝術。

### 繪畫
岩畫：在大興安嶺娘娘河流域保拉坎的岩石上發現三幅彩色的馴鹿岩畫，是用赭石刻出，內容繪出了山神和馴鹿的祭典，反映出原始社會的自然崇拜和圖騰崇拜，除了對熊的崇拜，還有對野生動物的追逐，還有薩滿宗教的內容。馴鹿岩畫還分佈在貝加爾湖周圍和其東部到黑龍江下游的伯力地區，在某個岩畫的洞口還有鄂溫克族的傳說，獵民口中只有好人才可以通過岩口，不論胖瘦的好人都可以通過，但再瘦的壞人是無法經過的，也變成驗證好壞人的標準。
皮毛畫：是在馴鹿鞍墊的基礎下發展的，是柳芭姑娘的發明和創作。

### 工藝品

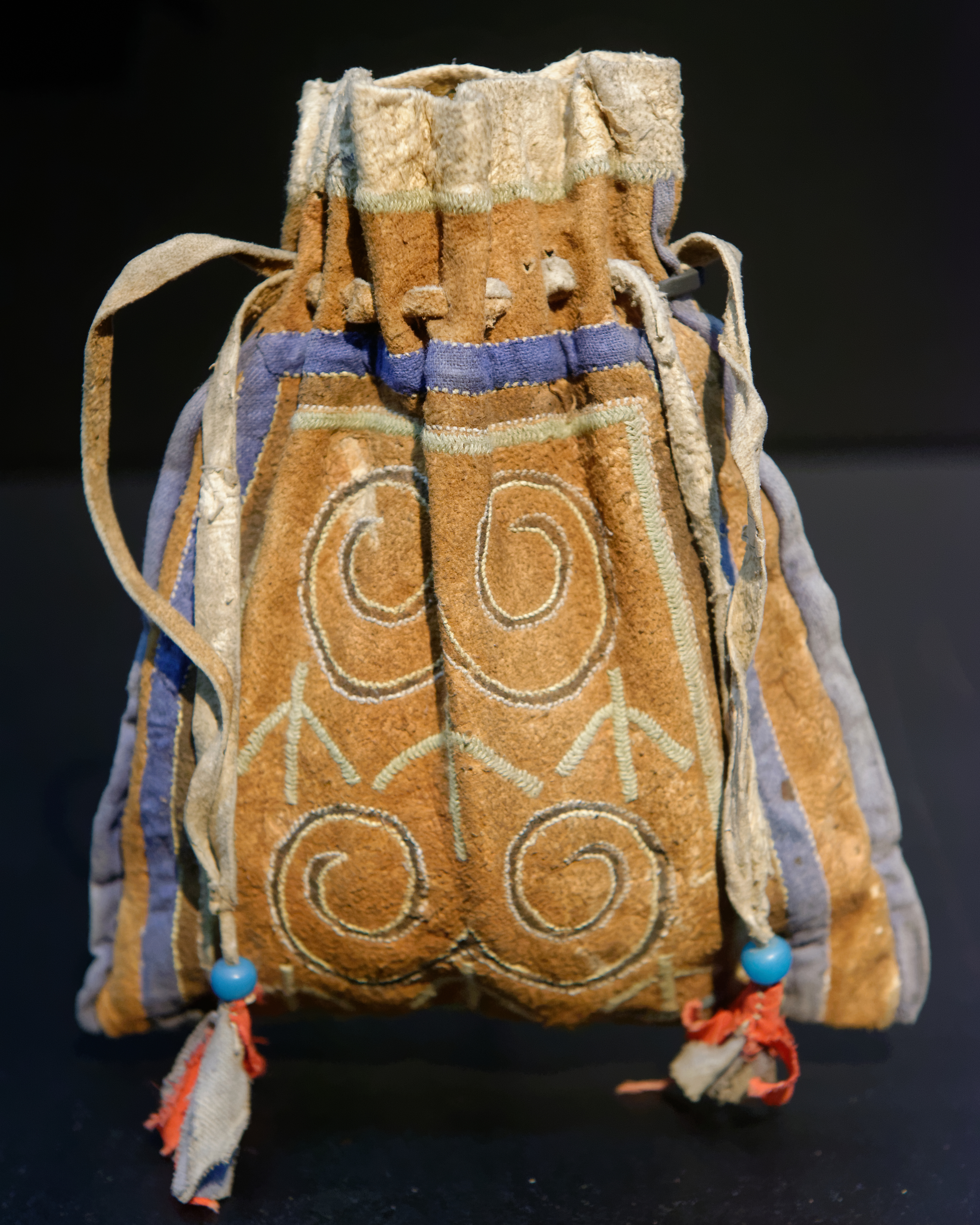
用馴鹿皮做成的背包

鄂溫克族的工藝美術獨具風格，具濃厚的森林狩獵風格。
1. 棒克：樺樹皮製的煙盒。
2. 得克道克：樺樹皮製的放針線容器。
3. 托拉蘇克：樺樹皮製的圓形容器統稱。
4. 佳烏：樺樹皮製的船。
5. 古瑪蘭：役使馴鹿的鞍墊，用皮線，骨針縫製獸皮而成。
6. 伊克維亞：裝糧食的皮口袋。
7. 金給：撮羅子中的木製小飯桌。
8. 帕日格：木條製的背架。
9. 靠老寶：樹林中的倉庫，任何都有資格去拿取裡面的資源，拿取資源是斷糧人的權利，補充資源是主人的義務。
10. 獸胃：運用大型動物胃做成的炊具。
11. 橡皮桶：可做成水桶或是煮食的容器。

## 現況

### 政治
1. 1958年成立鄂溫克族自治旗，被授與自治的權利。內蒙古自治區的呼倫貝爾市是聚居區，有鄂溫克族人口22808人，佔鄂溫克族總人口數約86.8％。
2. 民族幹部隊伍逐漸壯大，在全國人民代表大會，全國政協會議等都有鄂溫克族代表。[15]

- 內蒙古自治區（呼倫貝爾市）
  - 鄂溫克自治旗
    - 阿榮旗查巴奇鄂溫克民族鄉
    - 音河達斡爾鄂溫克民族鄉
    - 得力其爾鄂溫克民族鄉

  - 莫力達瓦達斡爾自治旗
    - 巴彥鄂溫克自治鄉
    - 杜拉爾鄂溫克民族鄉
    - 根河市敖魯古雅鄂溫克民族鄉
    - 扎蘭屯市薩馬街鄂溫克民族鄉
    - 陳巴爾虎旗鄂溫克族蘇木
    - 黑龍江省訥河市興旺鄂溫克民族鄉

### 產業

#### 工業
長久以來，鄂溫克族沿襲傳統逐水草而居的生產生活方式，直到鄂溫克族自治旗等等機構成立，才逐漸走上以牧為主，農業，半農半獵，馴鹿飼養，地方工業及鄉鎮企業多業並舉，多元發展的道路，行程特色鮮明的經濟發展類型。
- 改革開放前，鄂溫克族自治旗中幾乎沒有現代工業，開放後有地方工業及鄉鎮企業的發展，成立煤礦，毛紡織，印刷等工業企業。
- 2003年，中國最後一個狩獵部落走出山林，搬到根河市的敖鄉新村定居，成為中國唯一，亞洲最大的馴鹿飼養基地，打造馴鹿之鄉的獨特品牌。
- 2005年，地區生產總值27.4億，各級產業協調發展。
- 努力發展馴鹿飼養業及鹿產品加工業，設立加工廠及酒廠，結合資源優勢，一業為主，多種經營的發展目標。
- 積極發展以森林觀光，探險，模擬狩獵，民俗表演和鹿拉雪橇等富含民族文化的特色旅遊業。

#### 畜牧業
畜牧業是牧區鄂溫克族的傳統產業之一，生活在鄂溫克族自治旗，陳巴爾虎旗的鄂溫克人以牧業為主導，因勢利導，國家提供貸款扶持和免徵牲畜稅等鼓勵政策推對畜牧經濟的發展，改革開放後政府推廣牧業生產責任制，將畜群折價承包到戶，進而提高鄂溫克人的飼養積極性。
- 2005年，鄂溫克族自治旗全旗牲畜總數突破百萬，比起1949年的66000頭成長了16倍。
- 1984年，鄂溫克族自治旗年產奶量為15600噸，為內蒙古自治區第一個鮮奶過萬噸的旗縣；2005年，鮮奶產量為創紀錄的150000噸。
- 國家投入大量人力，物力，財力幫助鄂溫克人飼養馴鹿，2003年鄂溫克列民鄉實施整體生態移民，根河市政府改善生產生活基礎條件，扶持飼養業，加大對馴鹿生存狀態的監控，替獵民選擇地衣豐厚的牧點，並出資購買飼料，展開公馴鹿的改良選拔，種群的繁殖率和存活率不斷提高。

#### 農業
鄂溫克族的農業生活也隨著世代進步而有了改變，農經升級，不變的是仍是族人從事的傳統產業之一，黑龍江省訥河市的興旺鄂溫克民族鄉，內蒙古自治區的莫力達瓦達斡爾自治旗的杜拉爾等多個鄂溫克民族鄉主要以農業生產為主。
- 改革開放後隨著家庭聯產承包責任制施行，農業經濟發展較快，耕地面積擴大，技術及機械化提高，糧食產量增加。
- 以種植玉米，大豆為主，再輔以甜菜，馬鈴薯，葵花等經濟作物。
- 農用汽車，拖拉機，插秧機，收耕機等現代機械化農具進入，對生產有顯著提升。

### 文化
在新中國建立之後，政府建立了許多機構去保存傳統文化，以鄂溫克旗為中心，陸續建立文化館，圖書館，博物館，烏蘭牧騎，新華書店，電影放映公司，影劇院，電影隊及鄉文化站，族群的文化生活有了新的發展階段。
1. 文化館是文化交流平台，每年舉辦美術，書法，攝影，音樂及文學等相關的培訓班，培養具有藝術天賦的文藝骨幹和作家。
2. 圖書館建於1978年，1990年藏書量達26000餘冊，報刊360多種。為方便讀者借閱，在牧區建立16個圖書流通站，讓牧民也能享受到讀書的樂趣。
3. 新華書店根據牧區特典，採取流動售書，解決購書困難等問題，年發行幾十萬冊圖書。
4. 博物館目前有5間，鄂溫克博物館1家（旗級），蘇木級博物館4家。鄂溫克博物館建於1998年，是中國第一個專門展示鄂溫克族政治，經濟，歷史，文化，民俗等集為一體的綜合性博物館。
5. 烏蘭牧騎經常深入牧區，為個群眾創作表演《快樂的鄂溫克青年》，《鄂溫克婚禮》等舞蹈及歌曲。
6. 文化宣傳部門積極舉辦各種文藝活動和文化下鄉，承辦鄂溫克族，鄂倫春族，達斡爾族「三少」民族聯誼會暨紀念索倫部駐防呼倫貝爾週年學術演討會和敖包相會民歌大賽。
7. 國家組織專家整理傳統文學作品，先後出版《鄂溫克族民歌》,《鄂溫克民間故事選》，《鄂溫克民俗及文化藝術展覽資料選編》等。

### 教育
1. 傳統的鄂溫克族沒有正規的學校教育，所學的大多是家族或氏族的文化傳承，況且在遊牧的生活中很難接受學校教育，基本上是呈現文盲的落後狀態，中華人民共和國建立後，中國共產黨和政府在鄂溫克族群眾聚集處辦學，漸漸提高教育水準，擺脫不識字的狀態。[15]
2. 1958年，鄂溫克族自治旗擁有小學6所，在校學生956人，其中有290人為鄂溫克族，所佔比例約為30.3％；教師則有38人，其中5人為鄂溫克族，約佔比例為13.1％。
3. 2005年，鄂溫克族自治旗擁有小學20所，普通中學16所，職業中學2所，在校生18648人，教職人員2071人
4. 第五次人口普查資料顯示，鄂溫克族6歲以上平均受教育年限為8.53年；平均每萬人大學文化程度所佔比例高於全國平均水準近一倍，不少學生成了教授，工程師，藝術家，作家等。

### 醫療衛生
1. 傳統的鄂溫克族生活較缺乏醫療資源也缺乏公共衛生的觀念，所以在建構現代醫療體系是費了很大的心思。[15]
2. 在被解放前鄂溫克族常受疾病所苦，中共建政後設立醫衛機構還有蒙醫衛生所，治療性病，結核病和克山病，使疾病傳播受到控制。
3. 鄂溫克族自治旗擁有76個各類衛生機構（2005年資料），病床697張，職工1081人，衛生技術人員876人，平均約163人可以分配到一名衛生技術人員，建成覆蓋自治旗的防疫網。
4. 根據第五次全國人口普查，鄂溫克族因為健康素質提高，預期壽命達到66.63歲，比起上個世紀已經增長了非常多。

## 外部連結
- Evenks （页面存档备份，存于）
- «Мир в лицах»: фотограф полгода путешествовал по Сибири, где заснял представителей коренных народов России （页面存档备份，存于）
- 使鹿鄂温克人肖像照片 （页面存档备份，存于）